# Casale sul Sile
Casale sul Sile là một đô thị (comune) thuộc tỉnh Treviso, vùng Veneto, Ý. Đô thị này có diện tích km2, dân số là 12.418 người (thời điểm 30 tháng 11 năm 2008).